# Tujias

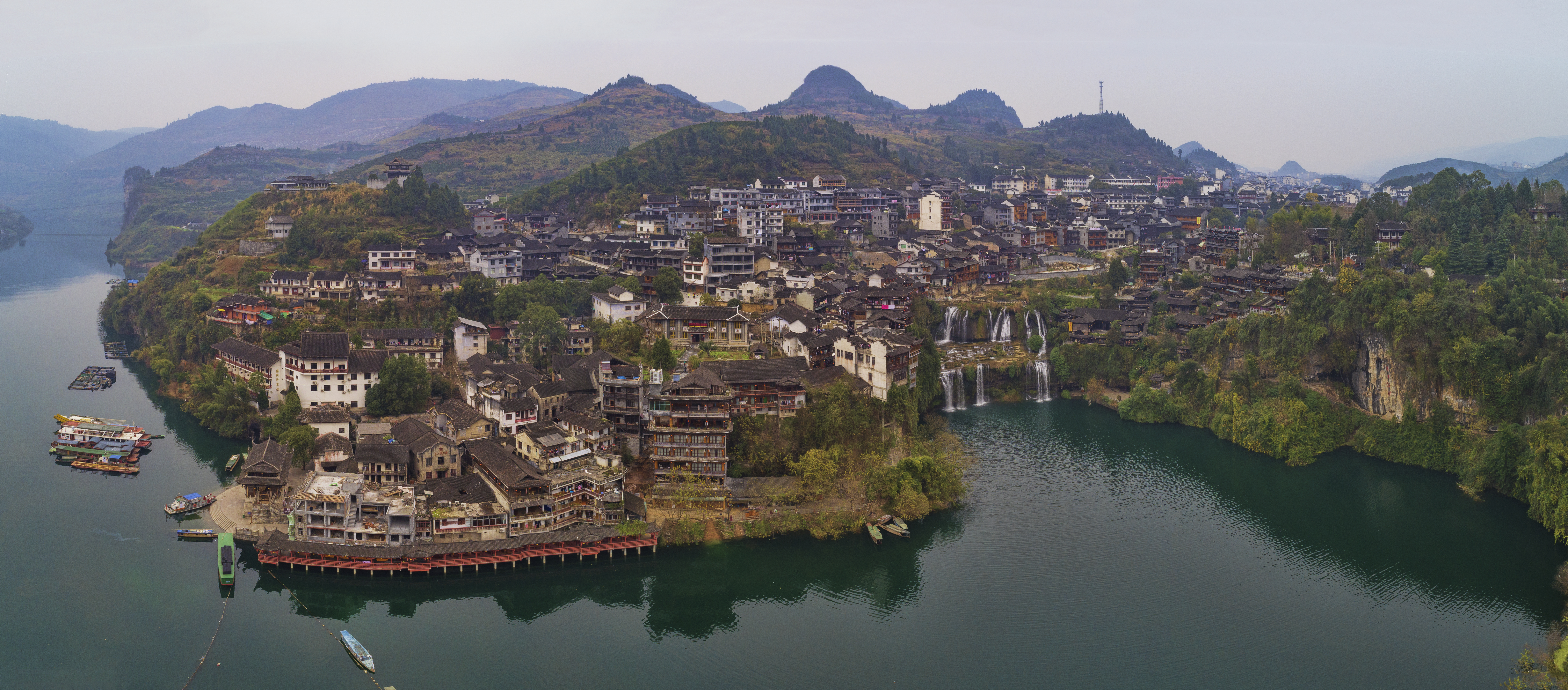
vue panoramique du Bourg de Furong, bourg Tujia de la province du Hunan

Les Tujias (Tujia du Nord : Bifzivkar, API : pi˧˥ tsɯ˥˧ kʰa˨˩ ; tujia du Sud : Murzzir, /mu˨˩ dzɯ˨˩/ ;  chinois : 土家族 ; pinyin : tǔjiā zú), sont le 8e plus important groupe ethnique de Chine avec une population de plus de 8 millions de personnes. Leur langue est le tujia.
Ils sont notamment situés sur le nord de la préfecture autonome de Xiangxi, dans la province de Hunan, ainsi que dans les provinces de Hubei, Guizhou et la municipalité de Chongqing.

## Répartition

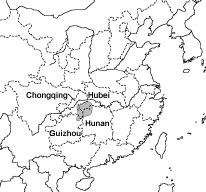
répartition des principales populations Tujia

Les populations Tujia sont principalement situées au centre de la Chine, dans quatre division administratives adjacentes que sont les provinces de Hubei, Hunan et Guizhou, ainsi que la municipalité de Chongqing.

## Histoire
À partir de 900, pendant la période des Cinq Dynasties et des Dix Royaumes, les Tujia créèrent le xizhou tongzhu, dans l'actuel Bourg de Furong, au Nord-Ouest de la province du Hunan
À partir de 1368, sous le règne de Hongwu de la dynastie Ming, furent organisés autour d'un système de Tusi le tusi tujia.
Les Tujias étaient hautement estimés pour leurs qualités combatives sous les dynasties Ming et Qing, et leur Tusi était élevé au plus haut rang. Ils ont notamment aidé à combattre les Wakō, des pirates japonais qui ravageaient les côtes de la Chine au XVIe siècle.
Au début du XXe siècle, la militante féministe tujia Xiang Jingyu devient la première directrice du département féminin du parti communiste chinois. À l'issue du premier front uni entre le parti communiste et le Kuomintang, les communistes sont obligés de rentrer dans la clandestinité. Elle est arrêtée dans la concession française d'Hankou et fusillée par le Kuomintang le 1er mai 1928. Zhao Shiyan, un militant communiste tujia, subit le même sort à Shanghai, en juillet 1927. Sa sœur Zhao Juntao est la mère du président du Comité permanent de l'Assemblée nationale populaire de la République populaire de Chine (RPC) et premier ministre de la République populaire de Chine, de 1988 à 1998, Li Peng.

## Culture

### Langue
La langue tujia est une langue du groupe des langues tibéto-birmanes de la famille des langues sino-tibétaines.

### Architecture
Différents villages dans les zones géographiques où vivent les Tujias sont représentatifs de leur architecture. D'importants moyens sont mis en œuvre pour préserver et perpétuer la tradition des constructions, dans un environnement d'urbanisation rapide, où ces populations sont amenées à vouloir habiter dans des habitations modernes et délaisser ces constructions.

Bourg de Furong
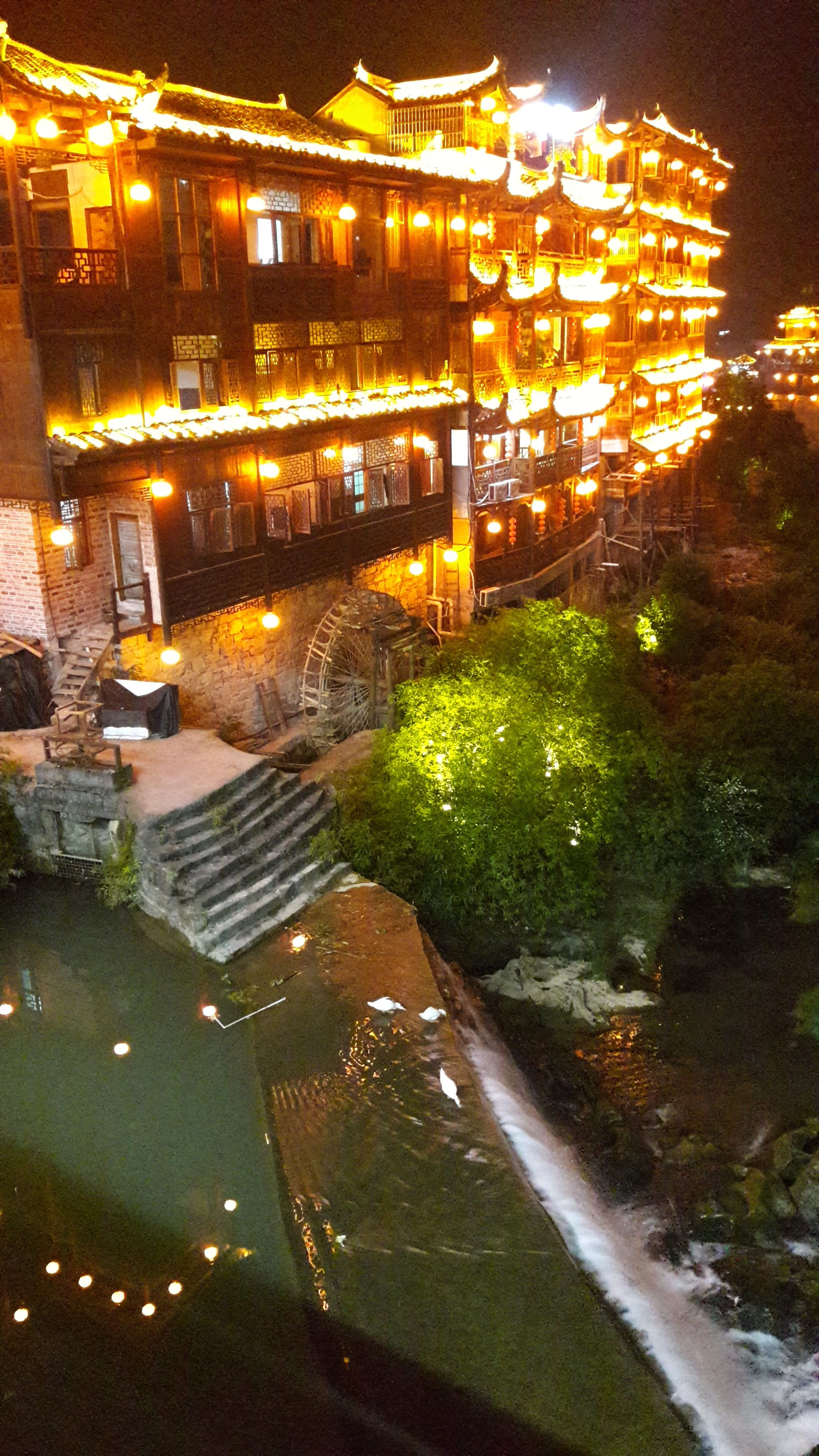
Furong la nuit
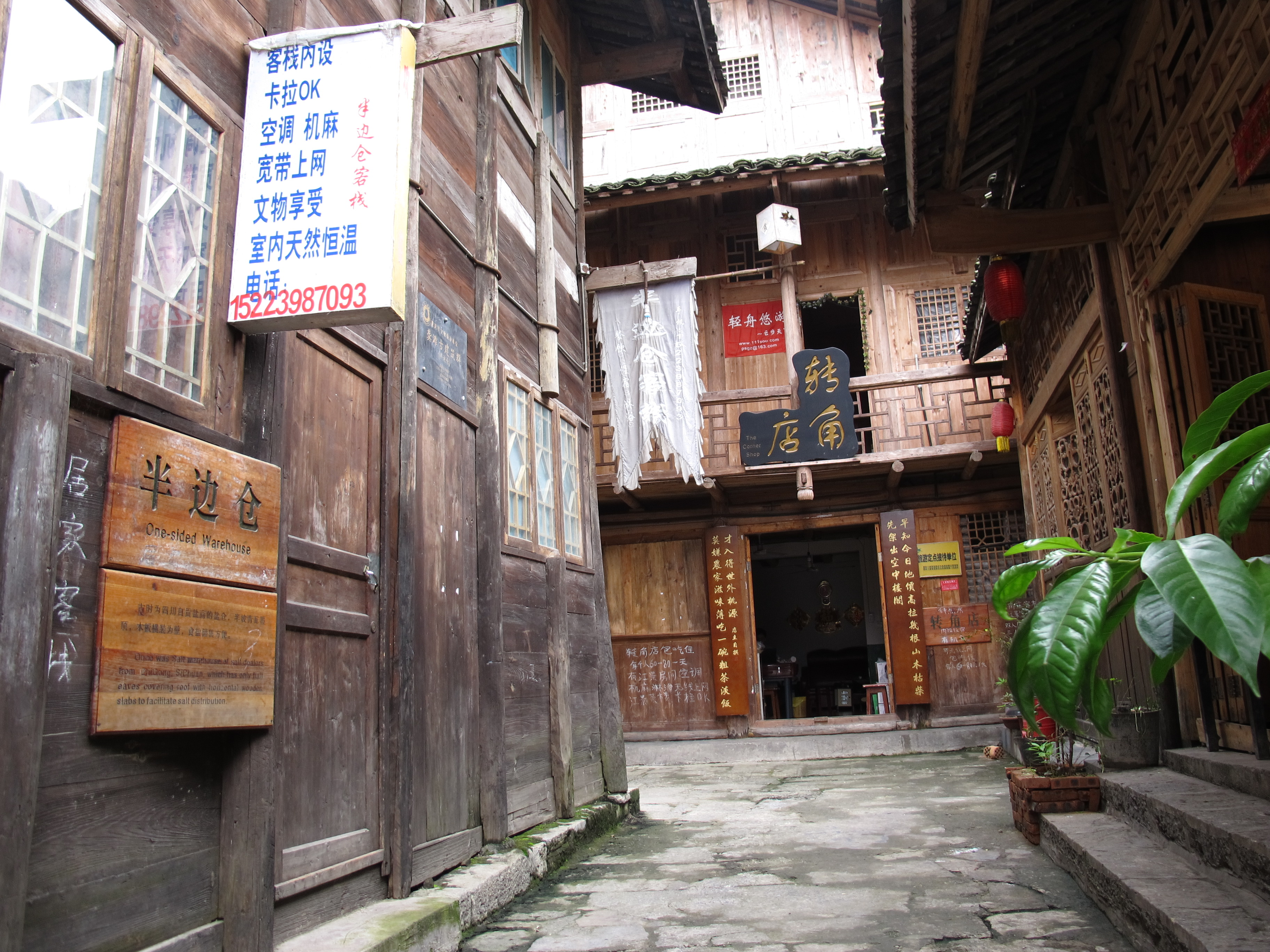
Vieux bourg de Gongtan (zh), municipalité de Chongqing
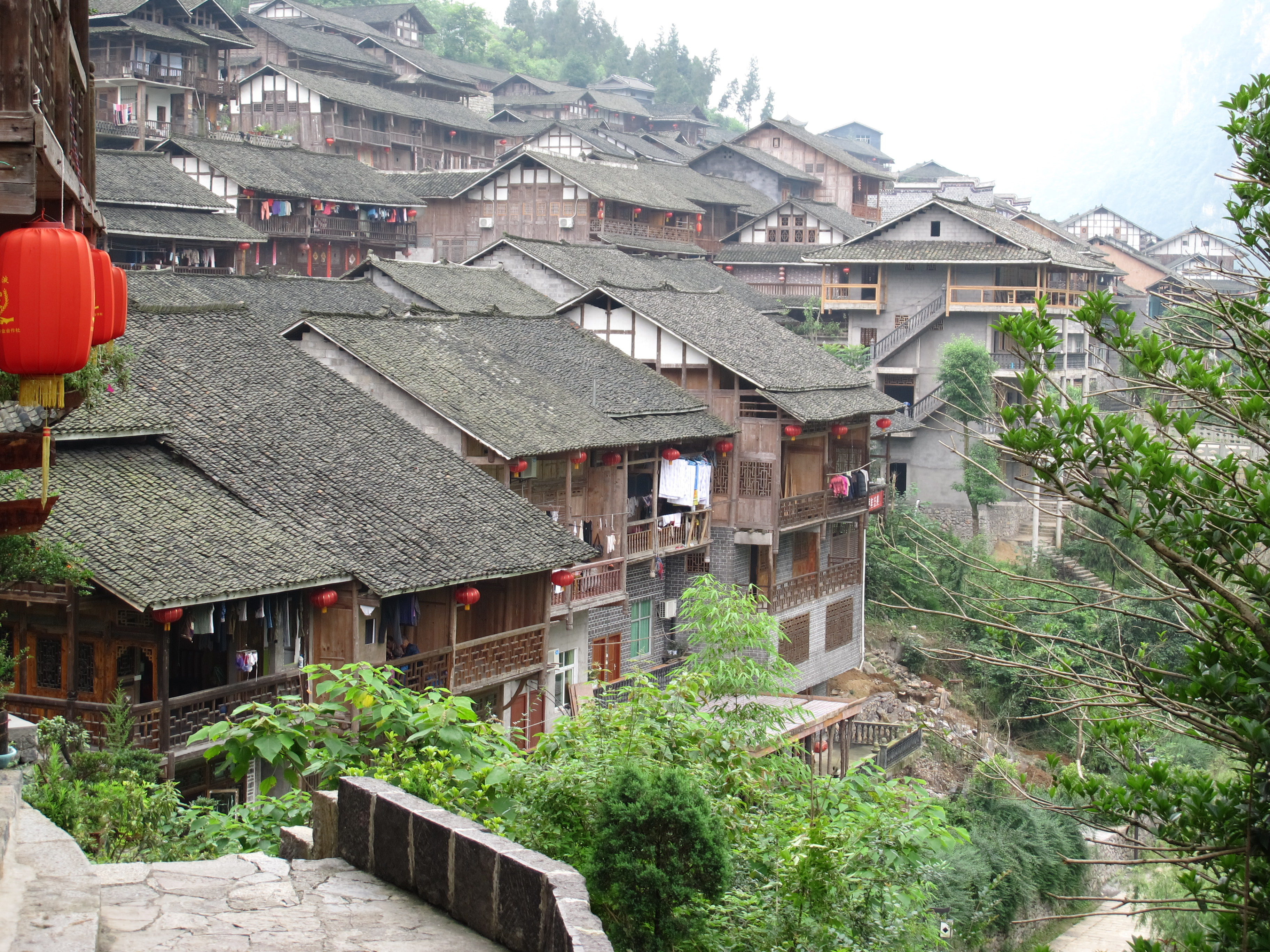
Maisons du vieux bourg de Gongtan (龚滩古镇)
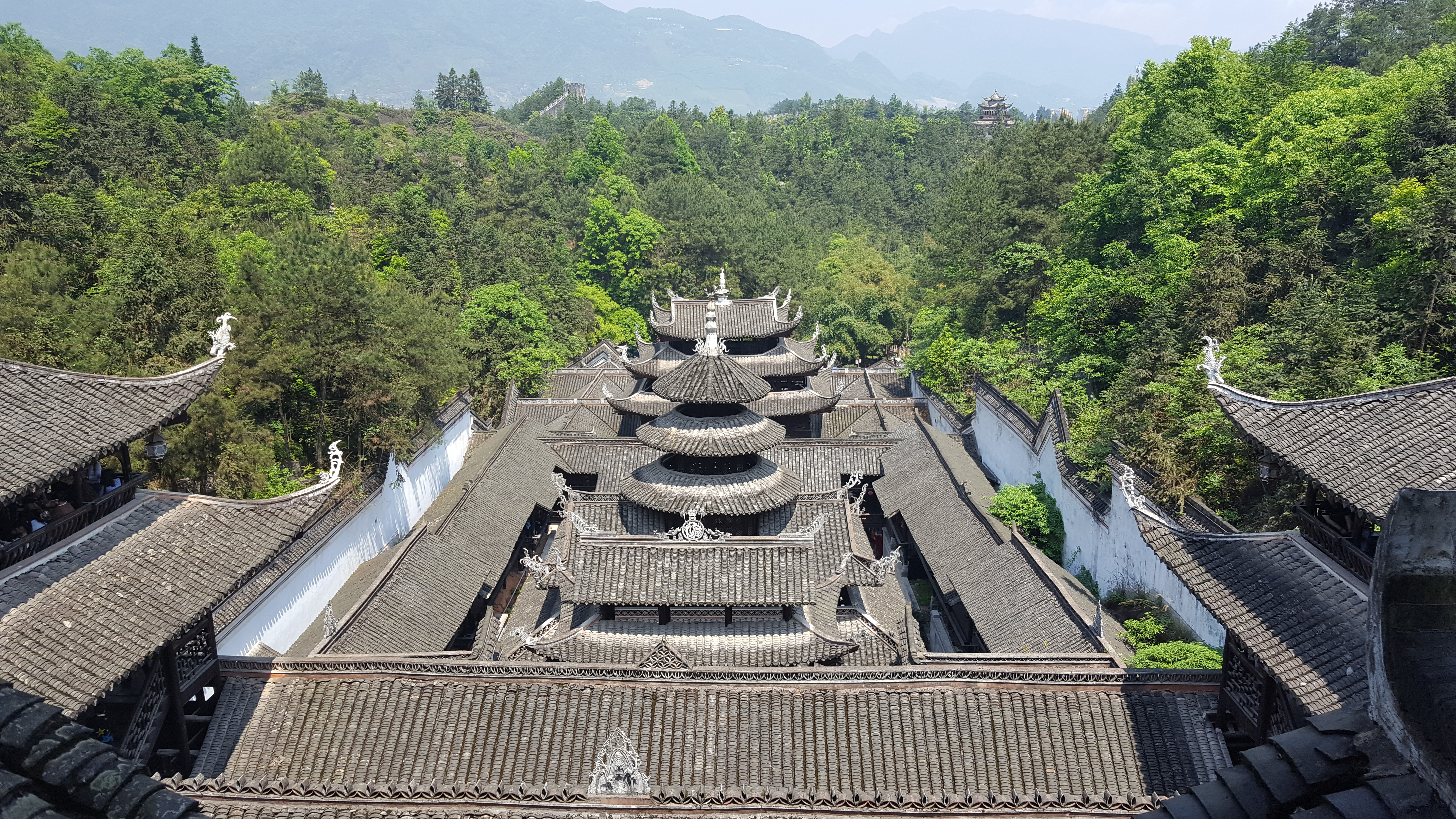
Vue d'ensemble du palais du Tusi tujia à Enshi.

### Broderies et indigo
Les Tujias ont un important art de la broderie et des teintures à l'indigo.

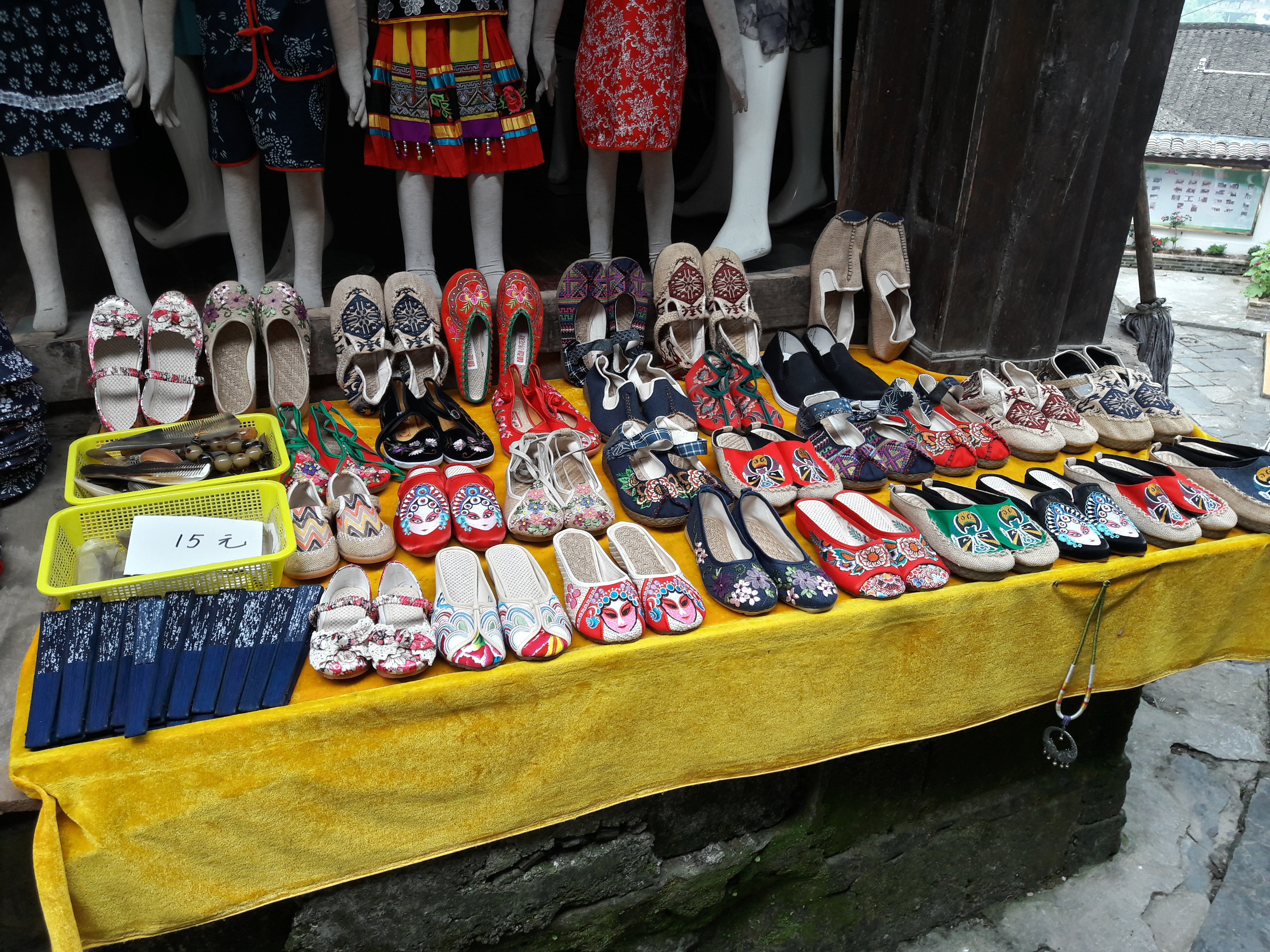
Chaussures brodées, Bourg de Furong
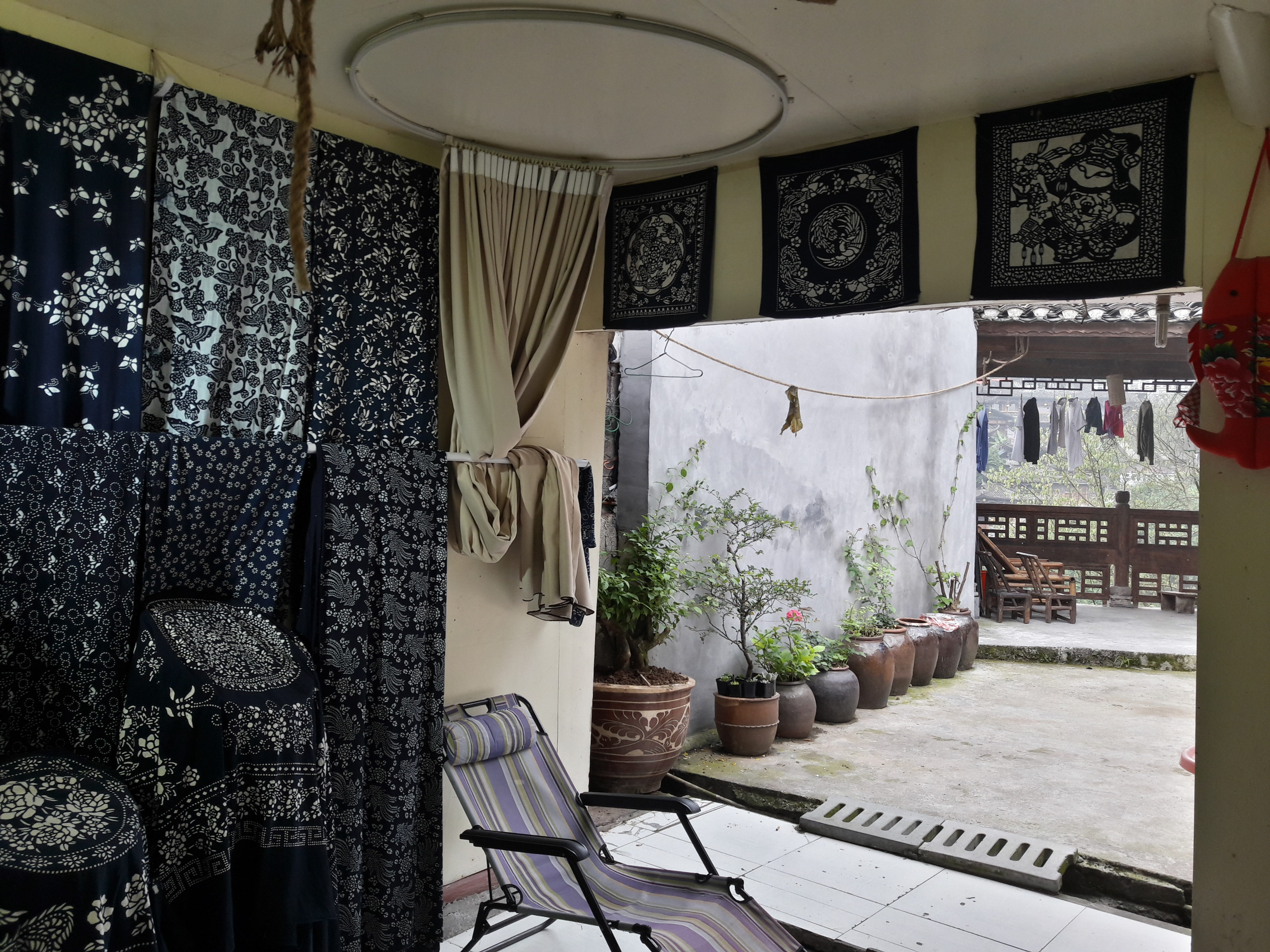
Textiles teintés à l'indigo, Bourg de Furong
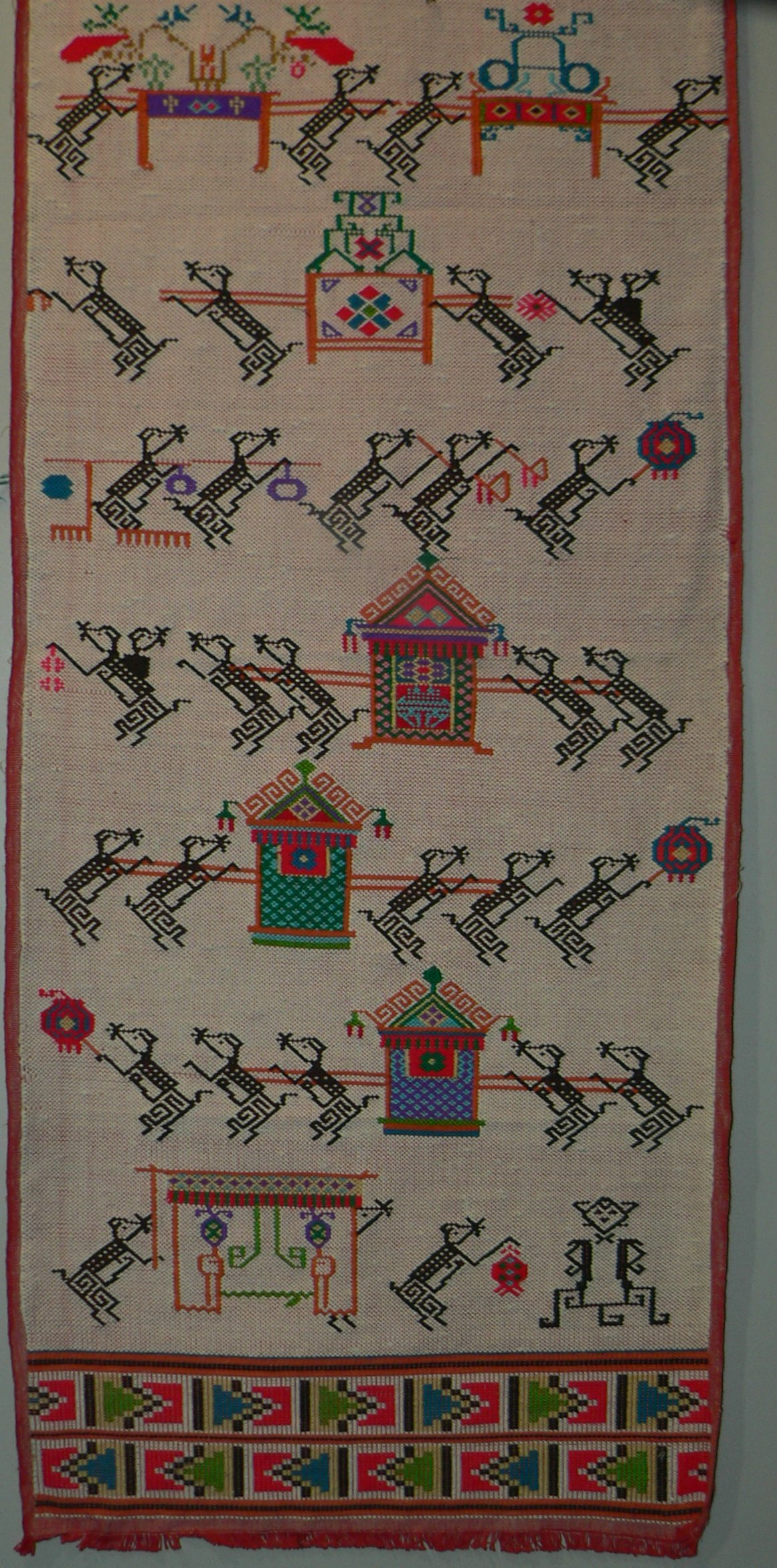
Tapisserie de soie brodée Tujia
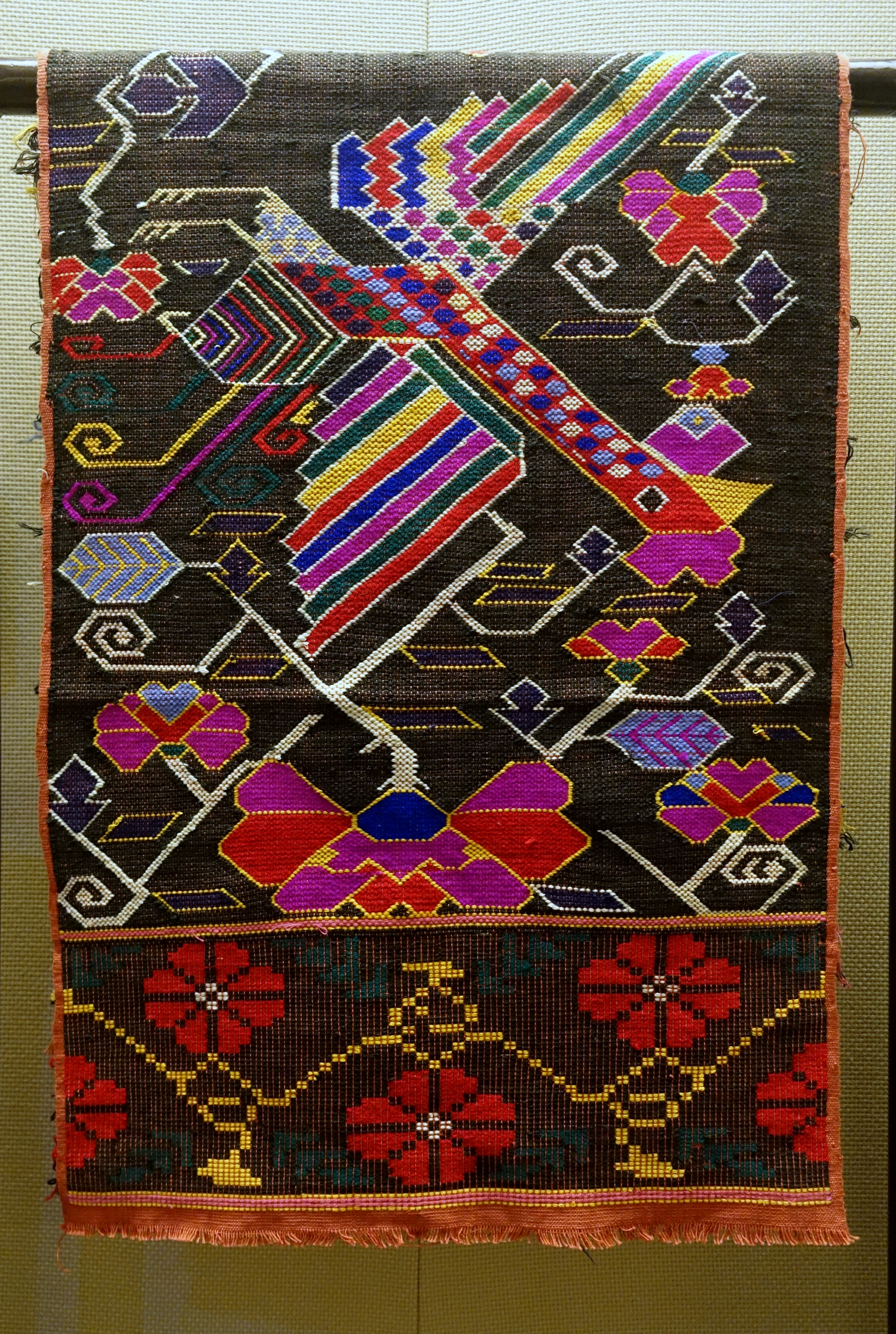
Motifs géométriques, phœnix, et fleurs
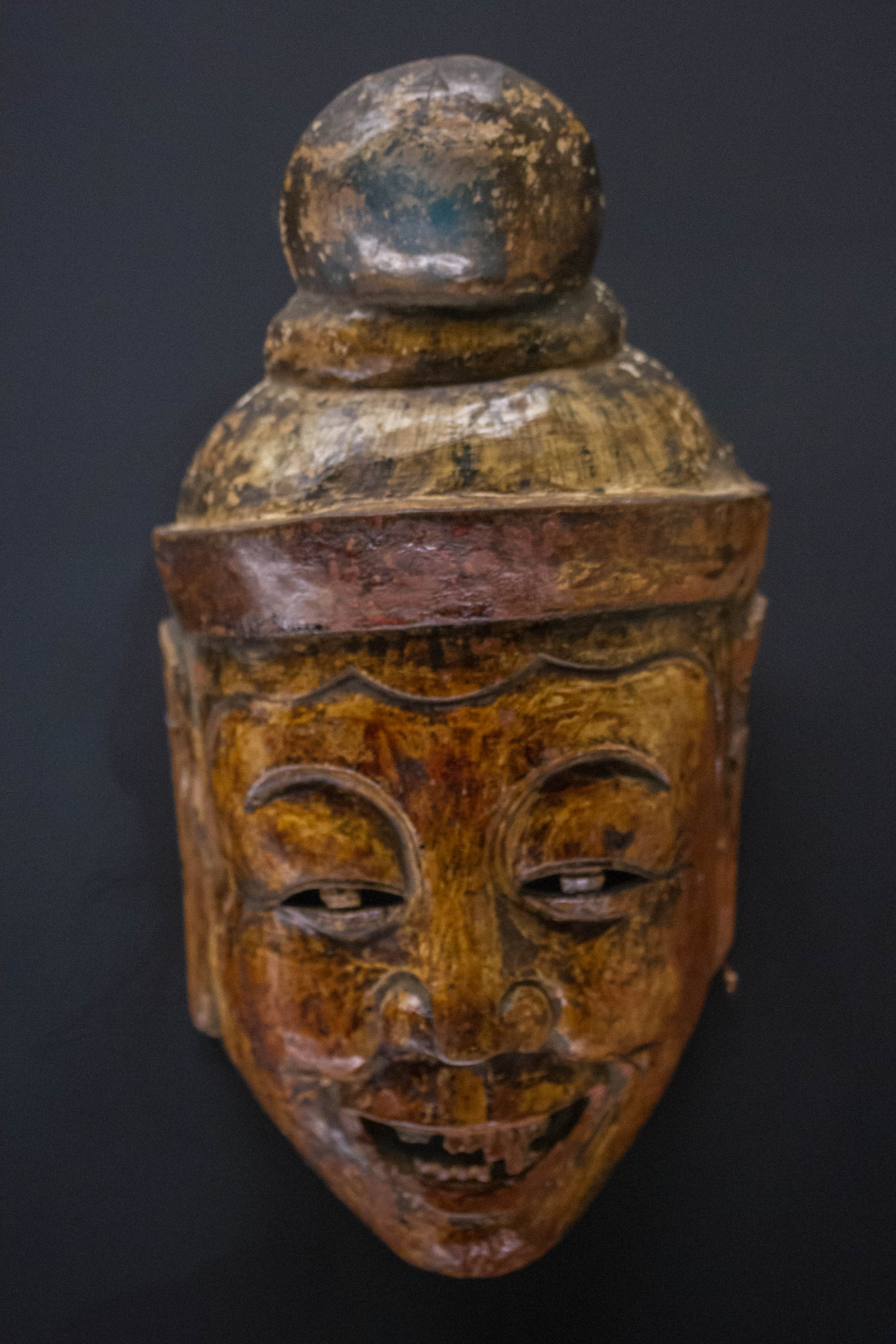
Sculpture sur bois

### Cuisine

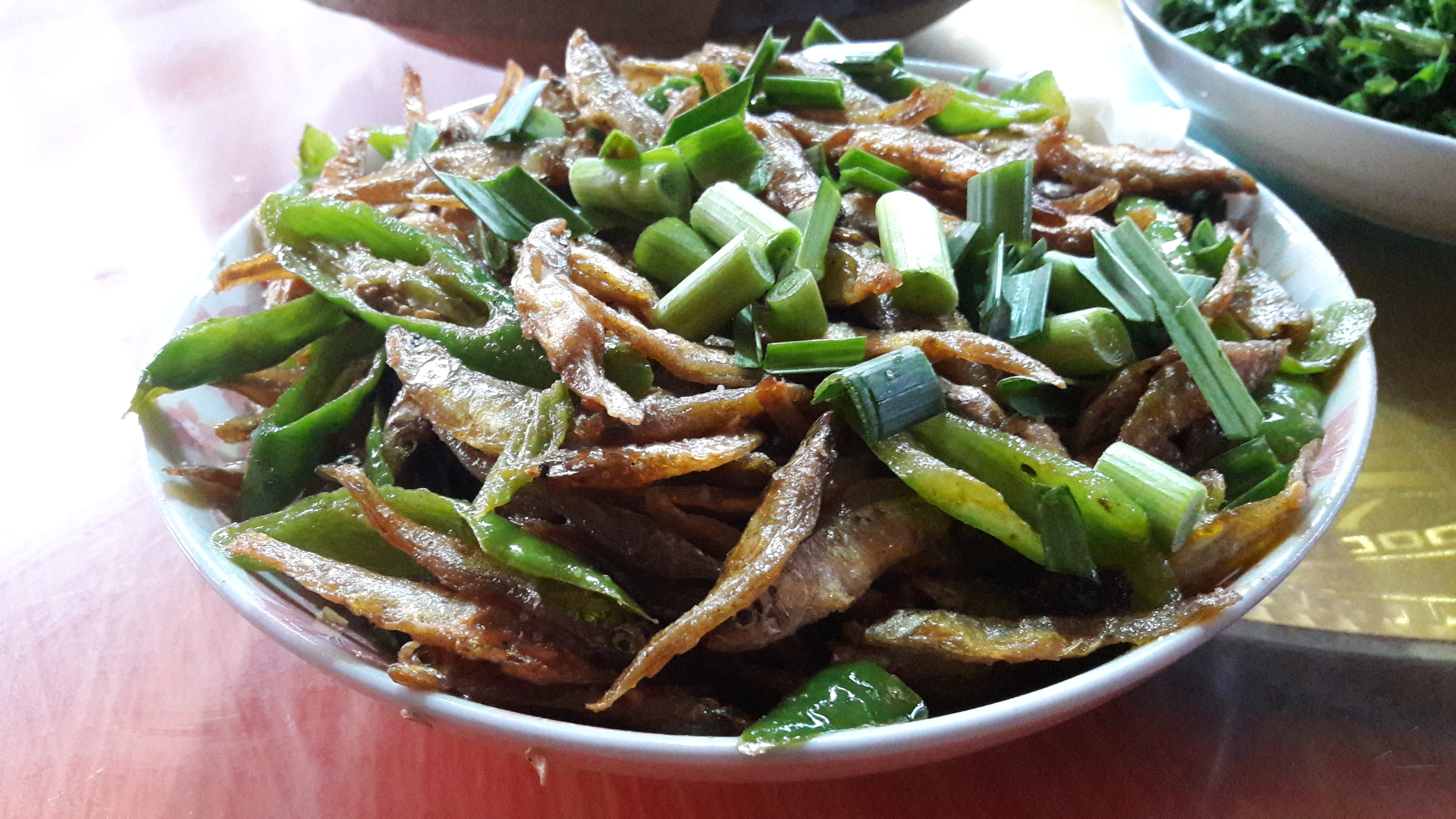
Plat de poisson de la cuisine Tujia du xian de Guzhang, Hunan

### Musique et danse
La danse Baishou (chinois : 摆手舞 ; pinyin : bǎishǒu wǔ ; litt. « danse des mains qui balancent ») est une danse typique des Tujias multi-centenaire, dans laquelle 70 mouvements représentant des gestes sur des thèmes tels que la guerre, l'agriculture ou la cour sont codifiés.
Un record a été effectué et conservé par le livre Guinness des records, dans le xian autonome tujia et miao de Youyang, le 3 octobre 2010 où 100 180 participants ont dansé dans 42 lieux différents pendant 13 minutes la danse Baishou de la minorité Tujia.

### Personnalités tujia
- Xiang Jingyu (向警予, 1895 - 1928), militante féministe et communiste chinoise ;
- Xiang Da (向达, 1900 - 1966), historien, archéologue et dunhuangue. Originaire de la province du Hunan ;
- Zhao Shiyan (趙世炎, 1901 - 1927), révolutionnaire communiste chinois, et oncle du premier ministre Li Peng.